# Stollbergstraße (München)
Die Stollbergstraße in München liegt in der Altstadt und verläuft von der Herrnstraße zur Maximilianstraße.

## Geschichte
Ehemals reichte die Kanalstraße mit einer Länge von ca. 950 m von der Herrnstraße bis zur Prinzregentenstraße. Ihr Verlauf entsprach dem Graben an der Außenseite der vormaligen Wallbefestigung aus der ersten Hälfte des 17. Jahrhunderts. Der Graben führte nicht ständig Wasser, konnte aber durch die inneren Stadtbäche geflutet werden. Durch große Umstrukturierungsmaßnahmen 1964 im Zusammenhang mit der Erweiterung des Altstadtrings wurde die Kanalstraße in mehrere Abschnitte geteilt. Der erste Abschnitt mit einer Länge von ca. 300 m wurde 1968 zur Stollbergstraße, die an der Maximilianstraße endet. Ihre Fortsetzung heißt Herzog-Rudolf-Straße, die bis zum Karl-Scharnagl-Ring reicht. Die Straße wurde nach dem Theaterleiter und Regisseur Ignaz Georg Stollberg benannt. Seinem Wirken verdanken die Münchner Kammerspiele, an deren Ostseite die Straße verläuft, ihren Ruf als eine der wichtigsten und angesehensten Bühnen Deutschlands.

## Lage
Die Stollbergstraße verläuft von der Herrnstraße in nördlicher Richtung zur Maximilianstraße. Auf halber Länge kreuzt sie die Hildegardstraße.

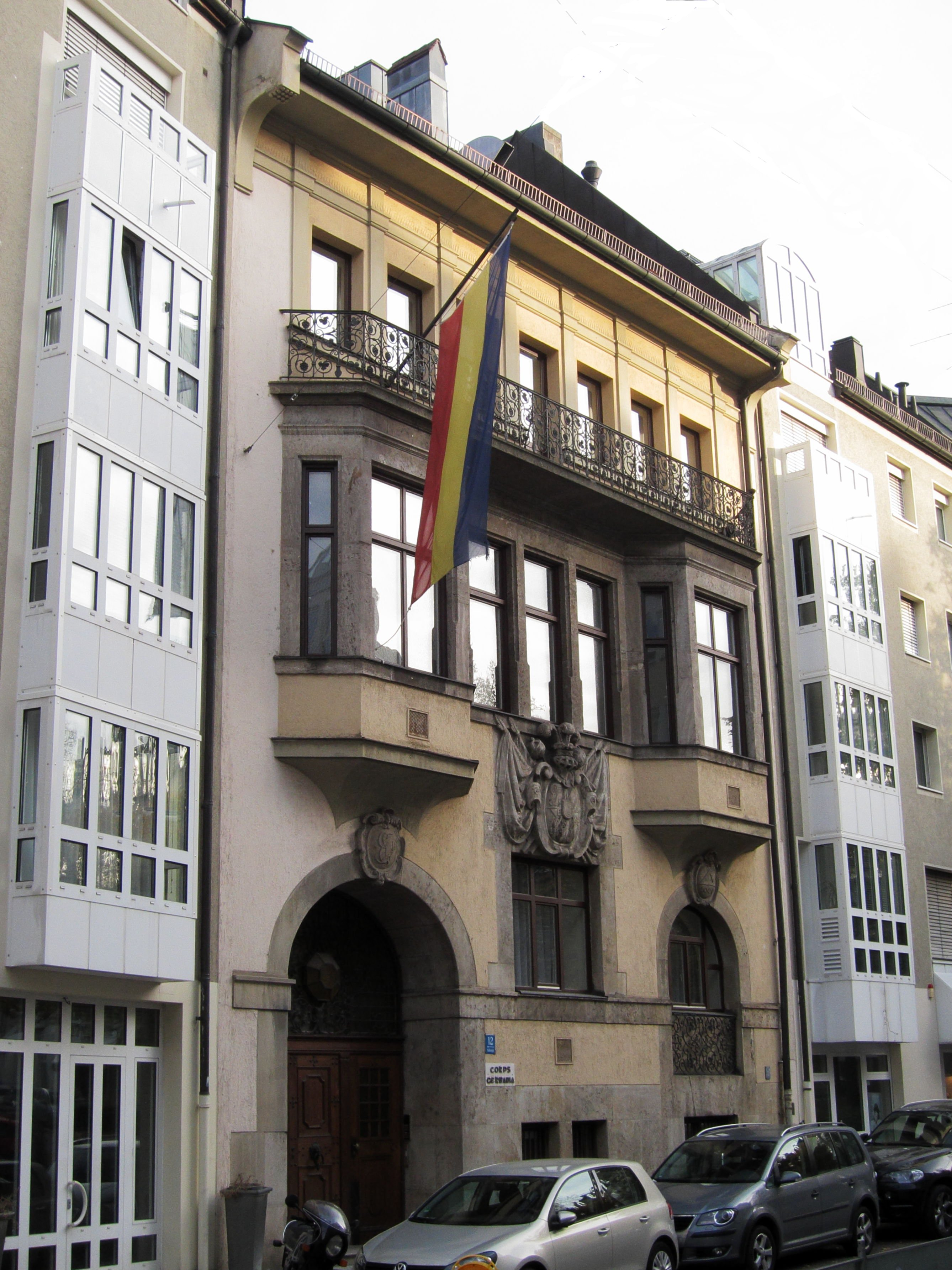
Stollbergstraße 12, Corpshaus Germania, frei abgewandelte deutsche Renaissance, 1906–1907, von Gabriel von Seidl
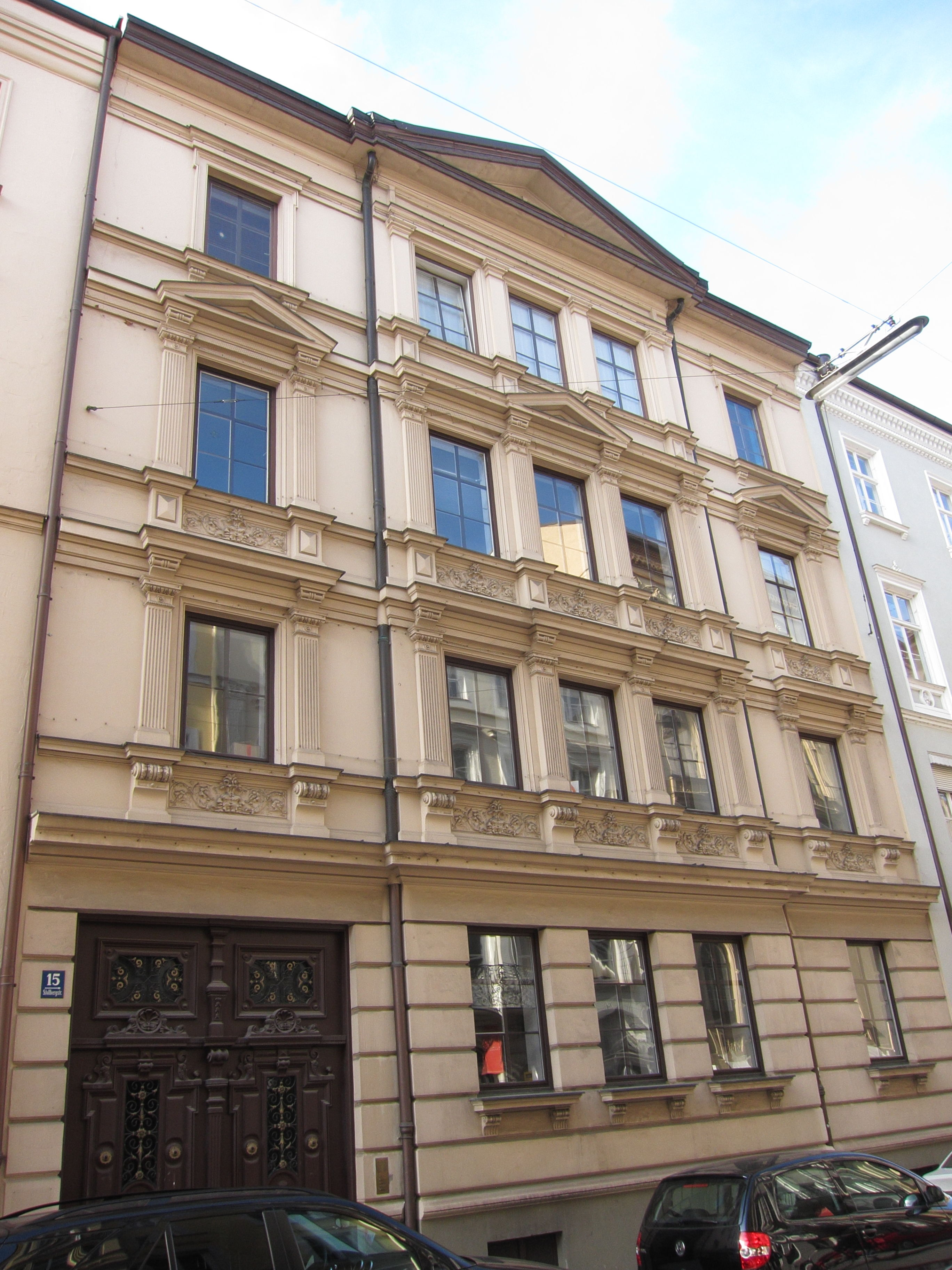
Stollbergstraße 15, Mietshaus, in klassischen Renaissanceformen, 1880, von Ludwig Bayer
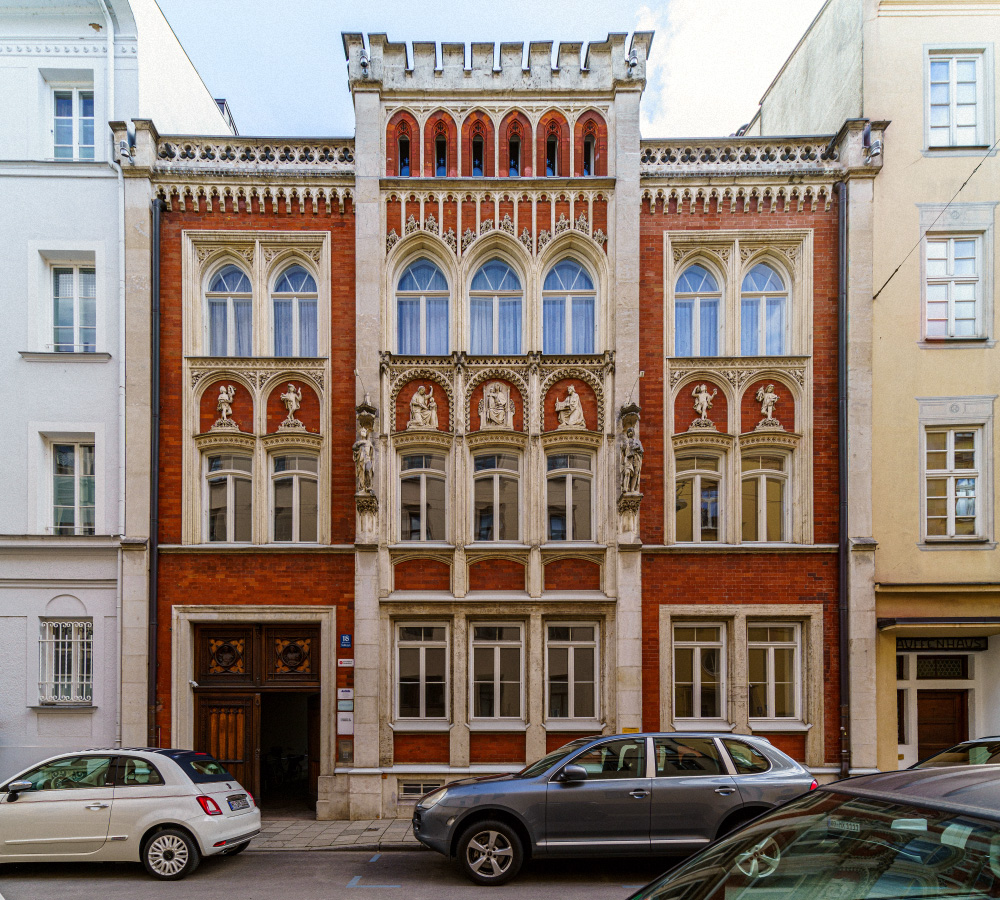
Stollbergstraße 18, Wohnhaus Blum, neugotisch, mit reicher Naturstein-Gliederung und -Bauplastik, 1857–1858
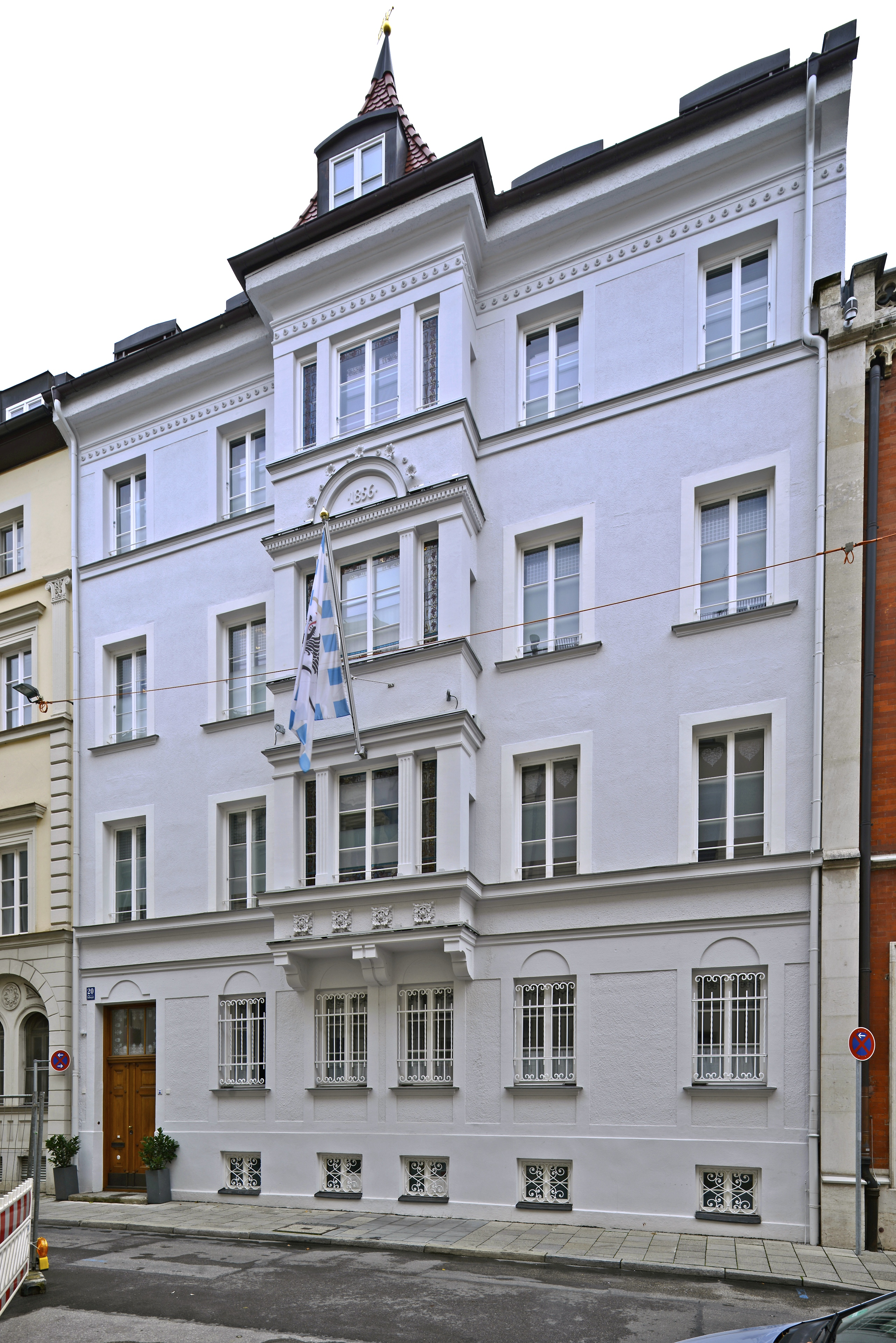
Stollbergstraße 20, Fassadenansicht im Zustand nach Umbauarbeiten ab 2015
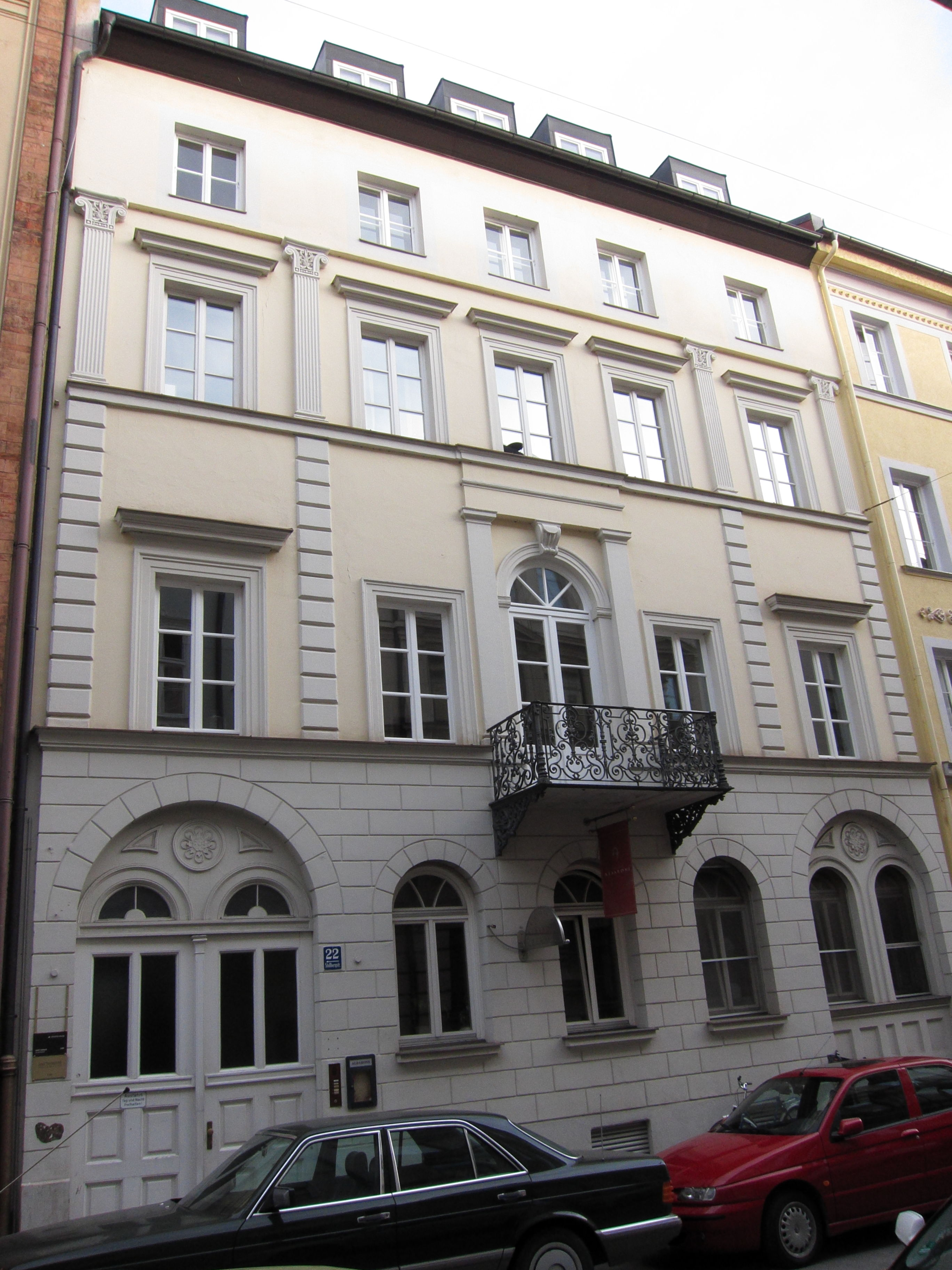
Stollbergstraße 22, Mietshaus, spätklassizistisch, 1860–1861 von Friedrich Bürklein
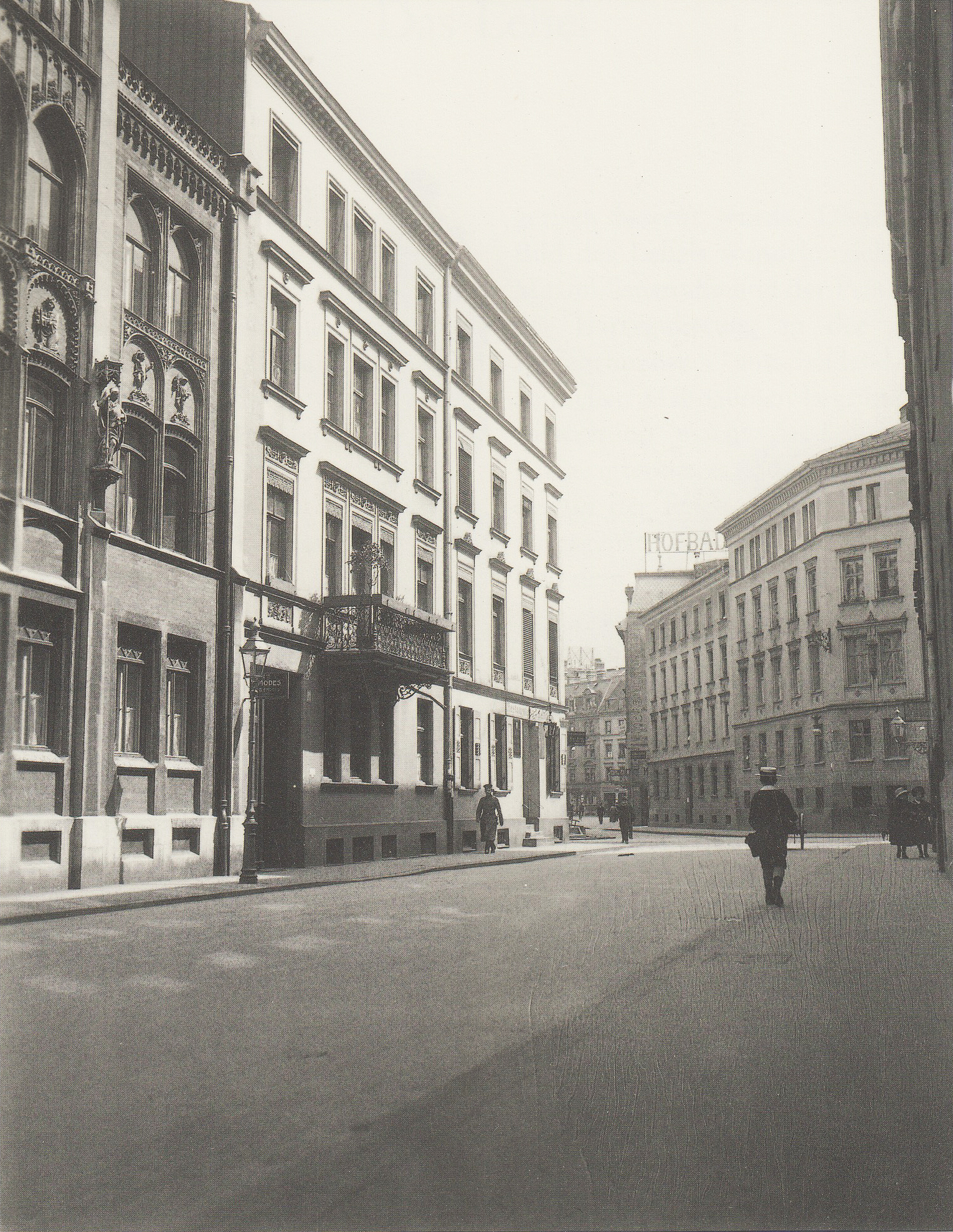
Stollbergstraße (1911), damaliger Straßenanteil im Lehel